# Paper Beast
Paper Beast est un jeu d'aventure en réalité virtuelle sorti en 2020 sur PlayStation 4 et Microsoft Windows et développé par Pixel Reef. Le jeu a été créé par Éric Chahi, développeur du jeu Another World. Dans le jeu, les joueurs naviguent dans un monde où vivent diverses formes de vie numériques. Il a reçu des critiques assez positives lors de sa sortie. Paper Beast: Folded Edition, une version non RV du jeu, est sortie le 20 octobre 2020.

## Gameplay
Paper Beast est un jeu d'aventure joué à la première personne. Dans le jeu, les joueurs explorent un vaste écosystème composé de diverses formes de vie numériques provenant de codes et d'algorithmes perdus au plus profond d'Internet. En mode aventure, le joueur prend le contrôle du premier explorateur et doit naviguer dans le monde en manipulant l'environnement et en interagissant avec la faune. Les joueurs sont chargés de sauver les animaux des dangers et des prédateurs, de les aider de différentes manières et d'utiliser leurs capacités pour progresser dans le jeu. L'intelligence artificielle, qui régit les comportements de ces animaux, réagira en conséquence aux actions du joueur. Chaque espèce du jeu se comporte différemment et a ses propres objectifs. Le joueur peut également modifier le terrain afin de surmonter les obstacles environnementaux.
Le jeu propose également un mode bac à sable, qui contient des éléments d'un god game. Ce mode permet aux joueurs d'expérimenter différentes actions telles que la modification du terrain en ajoutant de l'eau, des roches et du sable, en changeant la météo et en faisant pousser de la végétation. Le système de physique et l'IA du jeu répondront à ces décisions, permettant aux joueurs d'observer les impacts de leurs actions. Les animaux interagissent également les uns avec les autres dans le monde, et leurs interactions modifieront le terrain et laisseront des empreintes. Les joueurs peuvent également ajouter des objets dans le monde pour modifier davantage l'écosystème. Par exemple, les joueurs peuvent utiliser une capsule anti-gravité pour faire léviter les animaux à proximité.

## Accueil
Paper Beast a reçu des critiques généralement positives lors de sa sortie. Christian Donlan d'Eurogamer l'a décrit comme "une odyssée transformatrice en réalité virtuelle", faisant l'éloge de l'univers du jeu et de la faune. Rick Lane de PC Gamer a décrit le jeu comme une expérience unique mais a estimé que le mode aventure était "contraint par les limites physiques de ses vignettes".